# 松枝博輝
松枝 博輝（まつえだ ひろき、1993年5月20日 - ）は、神奈川県南足柄市出身の陸上競技選手。専門は、長距離種目。2020年東京オリンピック代表。妻は仲野春花。

## 経歴
相洋高校、順天堂大学スポーツ健康科学部を卒業。2020年現在は、富士通に所属している。
中学時代まで
小学生の頃まではソフトボールのピッチャーを務めており、たまに地域のマラソン大会に出る程度であった。また、運動会ではヒーローでしたと後のインタビューで語っている通り、小学生の頃から常に夢を持って走ってきた。岩原小学校時代はソフトボール少年だったが、家族と一緒に箱根駅伝を観戦した時、小田原中継所で目にした初代「山の神」順天堂大学の今井正人選手が果敢に山登りに挑む姿に憧れを抱いた。「自分も今井選手と同じ大学に入って箱根駅伝で5区を走る」と松枝選手は心に決めた。
高校時代
中学3年時に全国大会に出場すると、その成績を認められ小田原、現星槎国際高等学校監督である石塚靖夫に声を掛けられ、また1つ上の世代には当時高校No.1と称される新川翔太も在学していた為、相洋高等学校に入学する事を決める。また入学当時から長距離の種目に進む訳では無く、スピードを磨く為800mに専念し同級生のイケメンスーパールーキー稲垣秀平らと切磋琢磨した。3年時には800mで全国高校総高などの成績を果たす。
大学時代
順天堂大学スポーツ健康科学部所属。
現在
富士通所属。
2022年01月11日、日本発条（ニッパツアスリート）所属の走高跳選手の仲野春花との結婚を自身のTwitterで発表。

## 主な戦績
| 年   | 大会                                 | 種目                 | 順位              | 記録       |
| ---- | ------------------------------------ | -------------------- | ----------------- | ---------- |
| 2015 | 第50回千葉クロスカントリー大会       | 12kmクロスカントリー | 6位（日本人1位）  | 37分56秒   |
| 2015 | 第41回世界クロスカントリー選手権大会 | 12kmクロスカントリー | 52位              | 38分24秒   |
| 2017 | 第26回金栗記念選抜中・長距離熊本大会 | 5000m                | 6位（日本人1位）  | 13分28秒61 |
| 2017 | 第65回兵庫リレーカーニバル           | 1500m                | 優勝              | 3分45秒08  |
| 2017 | 第51回織田幹雄記念国際陸上競技大会   | 5000m                | 3位               | 13分33秒62 |
| 2017 | 第28回ゴールデンゲームズinのべおか   | 5000m                | 10位（日本人1位） | 13分32秒62 |
| 2017 | ゴールデングランプリ川崎2017         | 3000m                | 3位（日本人1位）  | 7分54秒33  |
| 2017 | 第101回日本陸上競技選手権大会        | 5000m                | 優勝              | 13分48秒90 |
| 2018 | 第102回日本陸上競技選手権大会        | 5000m                | 14位              | 14分38秒96 |
| 2019 | 第103回日本陸上競技選手権大会        | 1500m                | 2位               | 3分40秒93  |
| 2019 | 第103回日本陸上競技選手権大会        | 5000m                | 優勝              | 13分41秒27 |
| 2019 | 第23回アジア陸上競技選手権大会       | 5000m                | 3位               | 13分45秒44 |

## 大学駅伝戦績
| 学年               | 出雲駅伝                     | 全日本大学駅伝               | 箱根駅伝                          |
| ------------------ | ---------------------------- | ---------------------------- | --------------------------------- |
| 1年生 （2012年度） | 第24回 5区-区間10位 19分04秒 | 第44回 順天堂大学 不出場     | 第89回 3区-区間16位 1時間08分16秒 |
| 2年生 （2013年度） | 第25回 1区-区間11位 24分30秒 | 第45回 2区-区間8位 39分22秒  | 第90回 8区-区間11位 1時間06分42秒 |
| 3年生 （2014年度） | 第26回 順天堂大学 不出場     | 第46回 順天堂大学 不出場     | 第91回 5区-区間16位 1時間23分58秒 |
| 4年生 （2015年度） | 第27回 順天堂大学 不出場     | 第47回 1区-区間12位 43分37秒 | 第92回 3区-区間14位 1時間05分28秒 |